# Diocesi di Abengourou
La diocesi di Abengourou (in latino Dioecesis Abenguruensis) è una sede della Chiesa cattolica in Costa d'Avorio suffraganea dell'arcidiocesi di Bouaké. Nel 2023 contava 749.548 battezzati su 2.100.617 abitanti. È retta dal vescovo Gbaya Boniface Ziri.

## Territorio
La diocesi comprende la regione del Medio Comoé in Costa d'Avorio.
Sede vescovile è la città di Abengourou, dove si trova la cattedrale di Santa Teresa di Gesù Bambino.
Il territorio è suddiviso in 58 parrocchie.

## Storia
La diocesi è stata eretta il 13 settembre 1963 con la bolla Sacrum Consilium di papa Paolo VI, ricavandone il territorio dall'arcidiocesi di Abidjan e dalle diocesi di Bouaké (oggi arcidiocesi) e di Katiola. Originariamente era suffraganea dell'arcidiocesi di Abidjan.
Il 3 luglio 1987 ha ceduto una porzione del suo territorio a vantaggio dell'erezione della diocesi di Bondoukou.
Il 19 dicembre 1994 è entrata a far parte della provincia ecclesiastica dell'arcidiocesi di Bouaké.

## Cronotassi dei vescovi
Si omettono i periodi di sede vacante non superiori ai 2 anni o non storicamente accertati.
- Eugène Abissa Kwaku † (13 settembre 1963 - 10 agosto 1978 deceduto)
- Laurent Yapi † (12 gennaio 1979 - 17 agosto 1980 deceduto)
- Bruno Kouamé † (26 marzo 1981 - 21 novembre 2003 ritirato)
- Jean-Jacques Koffi Oi Koffi (21 novembre 2003 - 3 gennaio 2009 nominato vescovo di San Pedro-en-Côte d'Ivoire)
- Gbaya Boniface Ziri, dal 1º luglio 2009

## Statistiche
La diocesi nel 2023 su una popolazione di 2.100.617 persone contava 749.548 battezzati, corrispondenti al 35,7% del totale.
| anno | popolazione | popolazione | popolazione | presbiteri | presbiteri | presbiteri | presbiteri                | diaconi | religiosi | religiosi | parrocchie |
| anno | battezzati  | totale      | %           | numero     | secolari   | regolari   | battezzati per presbitero | diaconi | uomini    | donne     | parrocchie |
| ---- | ----------- | ----------- | ----------- | ---------- | ---------- | ---------- | ------------------------- | ------- | --------- | --------- | ---------- |
| 1969 | 60.649      | 421.661     | 14,4        | 23         | 23         |            | 2.636                     |         | 2         | 31        | 14         |
| 1980 | 94.000      | 634.000     | 14,8        | 36         | 12         | 24         | 2.611                     |         | 28        | 45        | 17         |
| 1990 | 100.360     | 542.000     | 18,5        | 23         | 10         | 13         | 4.363                     |         | 17        | 24        | 11         |
| 1997 | 200.000     | 700.000     | 28,6        | 30         | 29         | 1          | 6.666                     |         | 4         | 32        | 13         |
| 2000 | 209.621     | 500.000     | 41,9        | 27         | 26         | 1          | 7.763                     |         | 4         | 31        | 13         |
| 2001 | 213.536     | 500.000     | 42,7        | 26         | 26         |            | 8.212                     |         | 3         | 32        | 13         |
| 2002 | 217.000     | 500.000     | 43,4        | 30         | 30         |            | 7.233                     |         | 3         | 28        | 13         |
| 2003 | 219.500     | 500.000     | 43,9        | 36         | 36         |            | 6.097                     |         | 2         | 28        | 13         |
| 2004 | 210.200     | 500.000     | 42,0        | 44         | 44         |            | 4.777                     |         | 2         | 27        | 14         |
| 2006 | 295.000     | 600.500     | 49,1        | 49         | 49         |            | 6.020                     |         | 3         | 17        | 20         |
| 2011 | 333.000     | 690.000     | 48,3        | 56         | 56         |            | 5.946                     |         | 3         | 31        | 33         |
| 2012 | 480.412     | 1.248.676   | 38,5        | 63         | 63         |            | 7.625                     |         | 3         | 35        | 37         |
| 2015 | 458.520     | 1.271.450   | 36,1        | 70         | 68         | 2          | 6.550                     |         | 6         | 18        | 47         |
| 2018 | 469.352     | 1.284.594   | 36,5        | 84         | 82         | 2          | 5.587                     |         | 6         | 28        | 49         |
| 2020 | 493.280     | 1.351.420   | 36,5        | 93         | 90         | 3          | 5.304                     |         | 6         | 23        | 51         |
| 2022 | 729.246     | 2.070.394   | 35,2        | 95         | 95         |            | 7.676                     |         | 5         | 59        | 58         |
| 2023 | 749.548     | 2.100.617   | 35,7        | 93         | 93         |            | 8.059                     |         | 5         | 59        | 58         |